# Алан Порту
Алан Порту (фр. Alain Porthault; 15 липня 1929, Вервен, Франція — 25 листопада 2019) — колишній французький спринтер та регбіст. Алан брав участь в літніх Олімпійських іграх 1948 в матчі проти збірної Шотландіі і в літніх Олімпійських іграх 1952 (гра проти збірної Італії).

## Досягнення
Чемпіонат Франції:
- Фіналіст: 1950

Вибір до збірної Франції:
- 1951 (3)
- 1952 (1)
- 1953 (3)

Турнір п'яти націй:
- Фіналіст: 1951

## Кар'єра атлета
Біг на 100 метрів:
- Переможець: 1949

Спрінт:
- Півфіналіст: 1948, 1952